# Wickham Skeith
Wickham Skeith est un village et une paroisse civile du Suffolk, en Angleterre.